# Kolektor danych
Kolektor danych (mobilny terminal danych, przenośny terminal danych) – urządzenie elektroniczne służące do wprowadzania lub pobierania danych za pośrednictwem transmisji przewodowej lub bezprzewodowej.
Kolektor danych ma zwykle postać kompaktowego komputera przenośnego, który wyposażony jest w wewnętrzną pamięć oraz system operacyjny (Android, Windows Mobile, Windows 10, Pocket PC, Windows CE). W zależności od potrzeb i zastosowań mobilny terminal danych może mieć dodatkowo wbudowany skaner kodów kreskowych, znaczników RFID lub czytnik kart magnetycznych, graficzny wyświetlacz dotykowy i klawiaturę (numeryczną lub alfanumeryczną).
Kolektory danych ze względu na swoje zastosowania przemysłowe charakteryzują się również ponadprzeciętnymi parametrami: dużą pojemnością baterii gwarantującą nieprzerwany czas pracy, wytrzymałością na upadek, na wilgoć, zapylenie i wodę, a także ekstremalne temperatury pracy.

## Kolektor danych a mobilny terminal danych
Kolektory danych nazywane są również terminalami mobilnymi, chociaż ta druga nazwa jest nieco myląca. Podstawowa różnica między kolektorem danych a mobilnym terminalem danych związana jest z oprogramowaniem, na którym pracuje dane urządzenie. Terminale mobilne funkcjonują najczęściej w oparciu o system operacyjny Android i mają zazwyczaj szerszy zakres zadań, a także większe możliwości rozbudowy o nowe funkcjonalności.
Kolektory danych wyposażone są najczęściej w oprogramowanie dedykowane przez producenta sprzętu o dość ograniczonych możliwościach. Z tego powodu kolektory służą głównie do zbierania i przesyłania danych.

## Rodzaje kolektorów danych
W sprzedaży znajduje się wiele rodzajów kolektorów danych przeznaczonych do zastosowań w różnych gałęziach gospodarki. Na szczególną uwagę zasługują przede wszystkim kolektory danych o charakterze przemysłowym, które przystosowane są do pracy w specyficznych warunkach. Przykładem są kolektory danych/terminale mobilne przeznaczone dla służb medycznych, które utrzymane są w białej kolorystyce i posiadają powłokę antybakteryjną.

## Kolektory danych według klawiatury
- Numeryczne (numery od  0 – 9) do wprowadzania kodów kreskowych.
- Alfanumeryczne podstawowe (numery 0 – 9, a na każdym z przycisków po 3 litery według kolejności alfabetu).
- Alfanumeryczne rozbudowane (każda cyfra i litera ma osobny klawisz).
- Ekranowe z dużym wyświetlaczem i ekranem dotykowym[1].

## Kolektory danych według zasięgu skanera
- Krótki zasięg (poniżej 0,5 metra). Kolektory danych do ewidencji dokumentów, identyfikacji pacjentów, rejestracji czasu pracy czy odczytu etykiet wysyłkowych.
- Standardowy zasięg (do 1,8 metrów). Kolektory danych do zastosowania w magazynach czy przy inwentaryzacjach.
- Daleki zasięg (do 6-10 metrów). Terminale przemysłowe do odczytu znaczników na produktach, różnego typu maszynach i urządzeniach.
- Bardzo daleki zasięg (powyżej 10 metrów). Kolektory danych do odczytu lokalizacji z dużych odległości, np. tablice z kodami podwieszone pod dachem lub nad dokami załadunkowymi[1].

## Kolektory danych według wytrzymałości
- odporne na upadek – kolektory danych odporne na upadek z wysokości (ok. 1,2 m  do ponad 1,8 m).
- odporność na wilgoć, zapylenie, wodę i kolektory danych o klasie szczelności IP54 lub IP65.
- zakres temperatury pracy – kolektory danych pracujące w temperaturach  to -10 – + 50,  a także wyposażone w specjalne grzałki ekranu i/lub baterii do pracy w bardzo niskich temperaturach (nawet do -50)[1].

## Zastosowanie kolektorów danych
Przenośny terminal danych umożliwia gromadzenie danych poprzez odczyt kodów kreskowych lub znaków RFID, a także przechowywanie, przetwarzanie i przesyłanie danych do systemu informacyjnego (bazy danych).
Kolektory danych stosowane są w zdecydowanej większości firm głównie w sektorze sprzedaży detalicznej, w logistyce i magazynowaniu. Kolektory wykorzystuje się między innymi do identyfikacji towarów i produktów, zarządzanie łańcuchem dostaw w magazynach, sprawdzanie stanów magazynowych, wprowadzania nowych zamówień, przyjmowania i wydawania towarów, a także inwentaryzacji, walidacji i drukowania etykiet.
Tego typu urządzenia najczęściej wykorzystywane są w pracy przedstawicieli handlowych, kurierów, inkasentów, pracowników magazynu, pracowników dużych sklepów spożywczych i wielkopowierzchniowych i wszędzie tam, gdzie jest potrzeba gromadzenia i przetwarzania danych o usługach lub asortymencie.